# Yebisu Garden Place
La Yebisu Garden Terrace (恵比寿ガーデンテラス, Ebisu Gāden Terasu) est un gratte-ciel de 107 mètres de hauteur construit à Tokyo en 1994 dans le complexe immobilier Ebisu Garden Terrace situé dans le quartier d'Ebisu.
La surface de plancher de l'immeuble est de 48 920 m2 pour 290 logements. 
L'immeuble a été conçu par les cabinets d'architecture Taisei Corporation et Kume Sekkei.